# Piou (rivière)
Pour les articles homonymes, voir Piou.
Le Piou est une rivière française du Massif central, sous-affluent de la Garonne par la Colagne et le Lot.

## Géographie

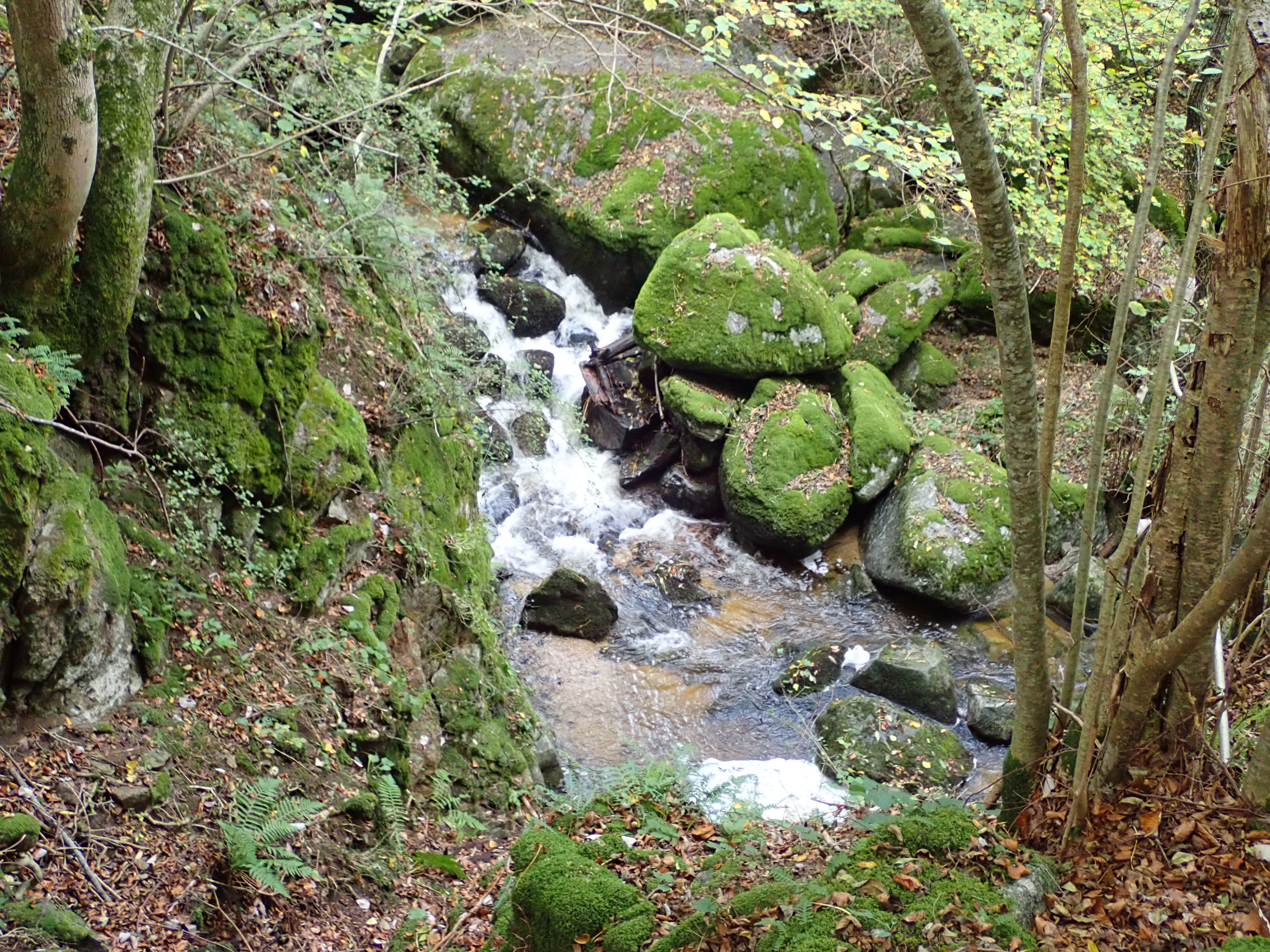
Le Piou à hauteur de Fabrèges coule dans une vallée très encaissée et suit un cours assez turbulent.

La longueur de son cours d'eau est de 16,1 km.
Il suit un cours quasi parallèle à sa voisine du sud, la Biourière. Il prend sa source non loin du hameau du Faltre, dans la commune de Saint-Laurent-de-Muret, à environ 1 300 m d'altitude et se jette dans la Colagne, un peu au sud de Marvejols (Pont Pessil) à 635 m d'altitude. Le dénivelé est donc de 700 m, ce qui, compte tenu de sa longueur, en fait une rivière rapide avec de nombreuses cascades (Fabrèges, le Régourdel). Pendant les glaciations du pléistocène, la vallée du Piou ne semble pas avoir abrité un glacier aussi important que celui qui occupait la vallée voisine de la Biourière. Seule la partie la plus haute de la vallée, au niveau du hameau de Taupinet, était sous la glace. On peut toutefois noter, entre les deux vallées, la présence d'un col de diffluence glaciaire qui correspond au passage d'une langue du glacier de Biourière qui s'est avancée dans la vallée du Piou jusqu'aux abords du Mas de Muret (certainement pendant la glaciation de Riss, ce qui correspond à l'avant-dernière glaciation).

### Départements et communes traversées
- Lozère :  Antrenas, Chirac, Saint-Laurent-de-Muret, Marvejols.

## Affluent
Le Piou a un seul affluent connu :
- le ruisseau de Rieussens de 2,9 km, sur les communes d'Antrenas et de Marvejols, dans le même canton de Marvejols[3].

### Rang de Strahler
Donc son rang de Strahler est de deux.

## Hydrographie
Le Piou est une rivière au débit assez irrégulier avec de hautes eaux au printemps (fonte des neiges, perturbations océaniques qui affectent surtout le haut du bassin) et en automne (perturbations d'origine méditerranéenne). En été, les eaux sont généralement basses (sauf après un orage) et le cours d'eau peut parfois localement s'assécher complètement certaines années (comme en aval de la ferme du Sauvage).

## Vie aquatique
La rivière compte une population nombreuse de truites fario de couleur assez sombre qu'on pêche dans les « gours » (endroit calme du cours d'eau). On note aussi la présence d'une population d'écrevisses à pattes rouges qui avait presque totalement disparu dans les années 1970/1980 et qui semble depuis quelques années progresser à nouveau (mais la situation de ces crustacés reste malgré tout fragile, ceux-ci étant à la merci d'une pollution localisée toujours possible ou d'actes de braconnage).

## Le Piou et l'autoroute A75
Le franchissement de la vallée du Piou par l'autoroute A75 a nécessité en 1995 la construction d'un pont important d'une longueur de 416 m, soutenu par plusieurs piles de béton dont la plus haute atteint 70 m. C'est l'un des ouvrages les plus importants de l'autoroute A75, même s'il est sans commune mesure avec le viaduc de Millau.

## Photos

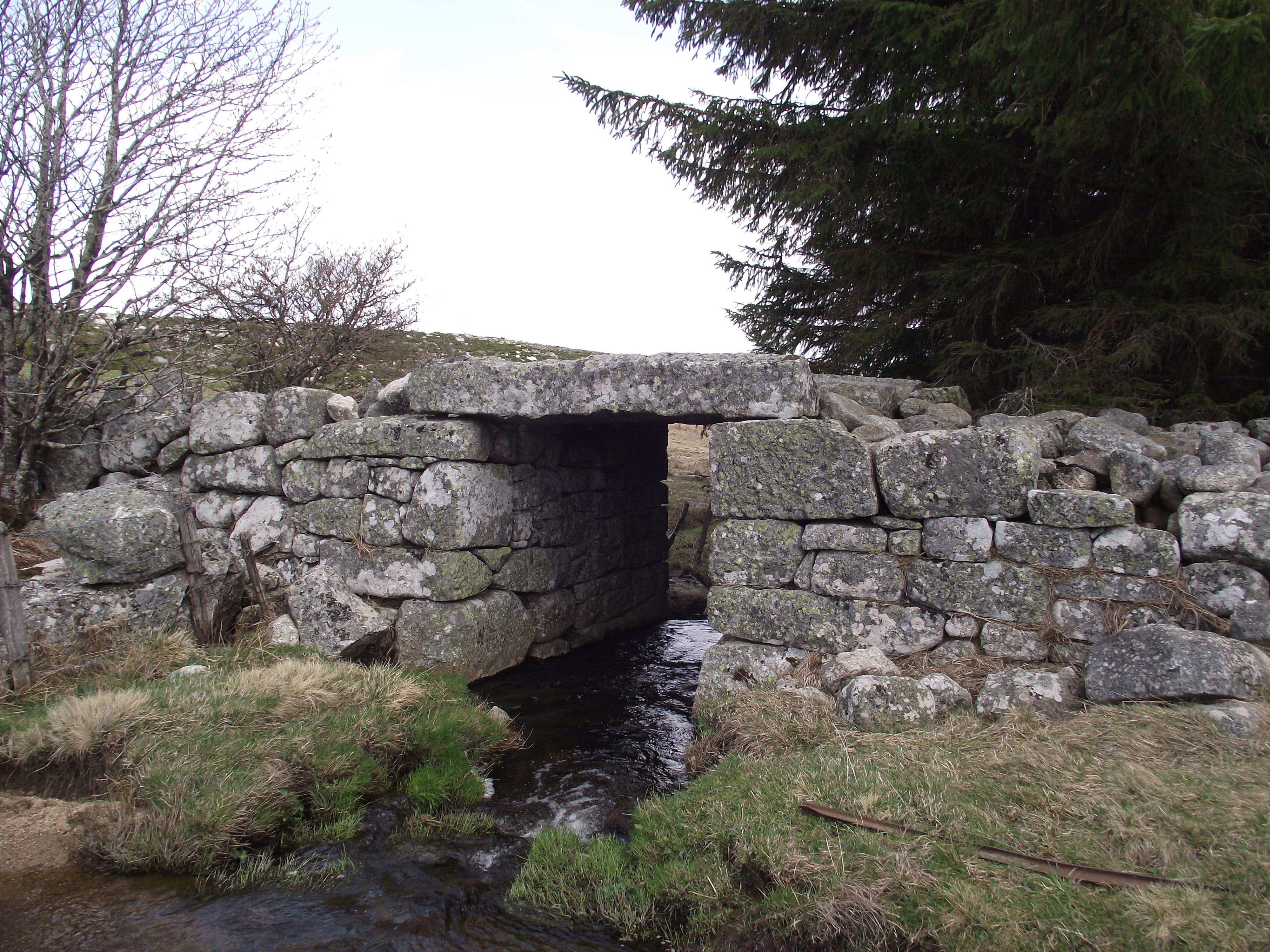
Le pont de Bonalbert, pont situé en altitude sur le plateau de l'Aubrac.
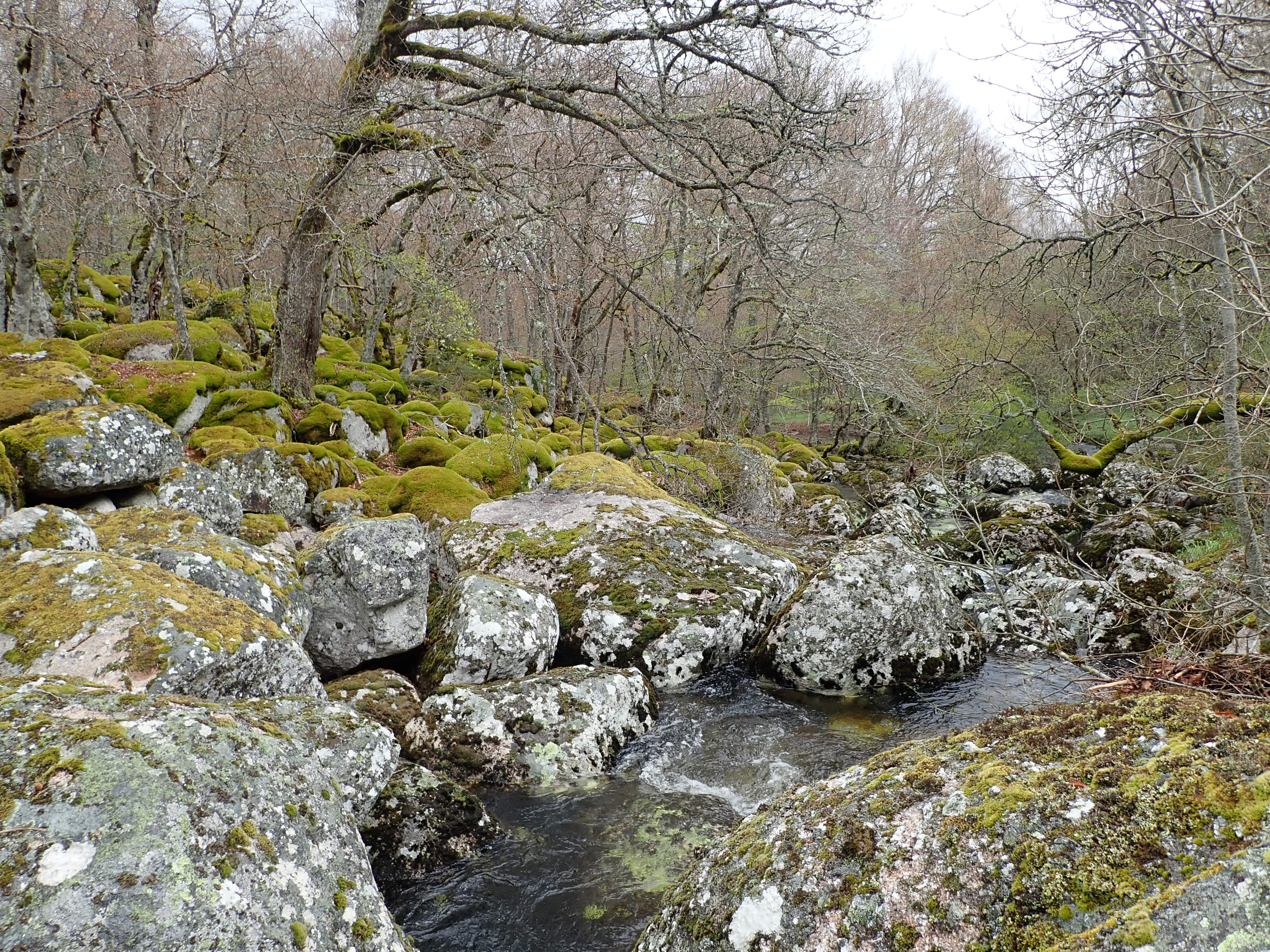
Non loin du Mas, le Piou coule dans une petite vallée sous des rochers apportés par un ancien glacier.
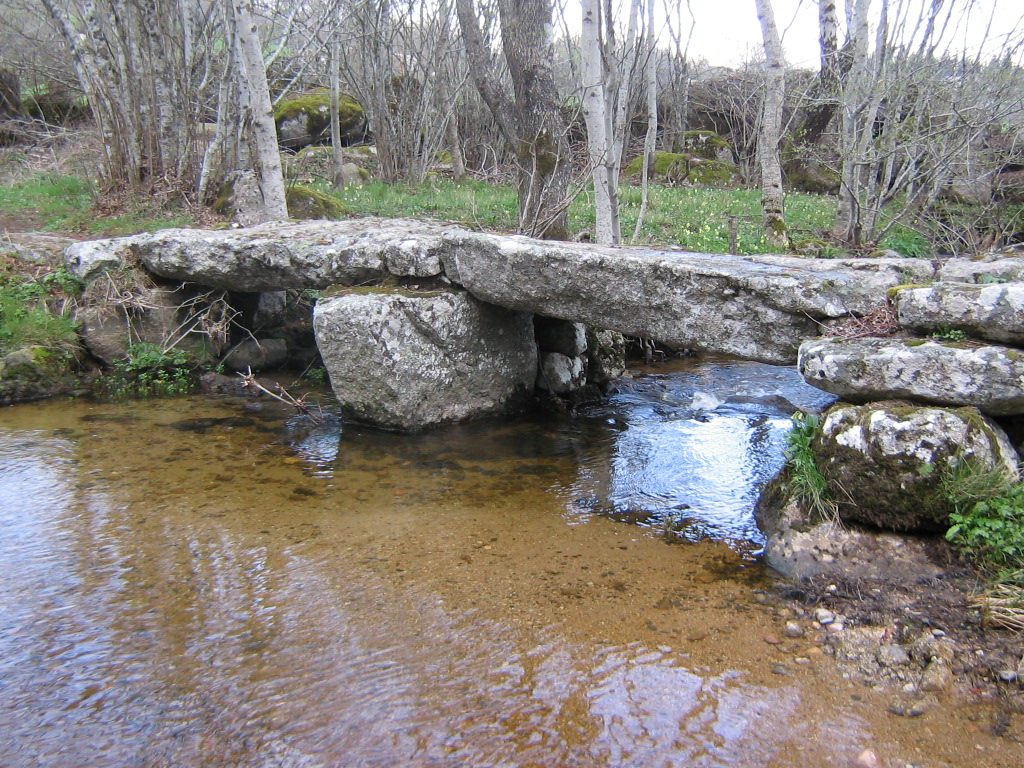
Pont de César au Mas, vieux pont pour piétons fait de grosses pierres de granite.